# NGC 820
NGC 820 (другие обозначения — UGC 1629, MCG 2-6-36, ZWG 438.31, IRAS02057+1406, PGC 8165) — спиральная галактика (Sb) в созвездии Овен.
Этот объект входит в число перечисленных в оригинальной редакции «Нового общего каталога».
В галактике взорвалась сверхновая SN 2002ea.
Галактика NGC 820 входит в состав группы галактик NGC 820. Помимо NGC 820 в группу также входят UGC 1630 и UGC 1689.